# Politisches System Saudi-Arabiens
Die zentrale Institution des saudischen politischen Systems ist die absolute Monarchie. Diese sieht keine Gewaltenteilung, wie es in Demokratien üblich ist, vor: Der alleinregierende Monarch hat nach Artikel 12 die Pflicht, die Einheit der Nation zu erstreben, Zwietracht, Aufruhr und Spaltung dagegen fernzuhalten: Er kann damit in die Legislative und Exekutive eingreifen. Es gibt demzufolge auch keine die Rechtssystematik der westlichen Demokratien prägenden Gleichheit vor dem Gesetz.
Es gibt in Saudi-Arabien weder politische Parteien noch nationale Wahlen.

## Grundgesetz
Laut Grundgesetz vom März 1992 (Artikel 5) ist Saudi-Arabien eine Monarchie, die von den männlichen Abkömmlingen des Königs und Staatsgründers Abd al-Aziz ibn Saud regiert wird.
Die Verfassung des Landes, das auf der Basis des islamischen Rechts der Scharia geführt wird, ist der Koran. Die Machtfülle des Königs wird theoretisch durch die Regeln der Scharia und saudischer Traditionen eingeschränkt. Er muss auch den Konsens wahren zwischen dem Haus Saud (der königlichen Familie), religiösen Führern (Ulema) und anderen wichtigen Elementen der saudischen Gesellschaft. Staatsreligion ist der Islam in seiner wahhabitischen Ausprägung. Diese Ausprägung des Islam hat durch finanzielle Hilfe Saudi-Arabiens bei der Errichtung von Moscheen und Koranschulen in aller Welt an Bedeutung gewonnen.
Die führenden Mitglieder der königlichen Familie wählen im Falle der Vakanz den neuen König mit nachfolgender Zustimmung der Ulema aus ihrer Mitte.

## Regierungssystem
Das Königreich besteht aus 13 Provinzen; diese werden von Prinzen oder engen Verwandten der königlichen Familie regiert. Alle Provinzgouverneure werden vom König ernannt.
Seit der Staatsgründung haben die saudischen Könige stufenweise ein zentrales Regierungssystem errichtet. 1953 wurde ein Ministerrat ins Leben gerufen, dessen Mitglieder vom König berufen werden, dem sie alleine verantwortlich sind. Dieses Gremium berät den König bei der Festlegung der generellen politischen Linie und leitet die Aktivitäten der Verwaltung. Der Ministerrat besteht aus dem Premierminister, dem ersten und dem zweiten Vizepremierminister, 20 weiteren Ministern (von denen der Verteidigungsminister auch das Amt des zweiten Vizepremierministers bekleidet), zwei Staatssekretären sowie einer kleinen Anzahl von Beratern und Leitern großer autonomer Organisationen. Ministerposten werden oft an Mitglieder der Königsfamilie vergeben.

## Gesetzgebung
Gesetze werden durch Beschluss des Ministerrates und nachfolgender Ratifizierung durch königliches Dekret in Kraft gesetzt. Sie müssen mit der Scharia in Einklang stehen. Als Legislative könnte das Gremium des Königs fungieren; dieses hat aber nur beratende Funktionen.
Im Juli 1997 wurde die Anzahl der Mitglieder des beratenden Gremiums von 60 auf 90 erhöht, im Mai 2001 auf 120 und im Jahre 2005 auf 150 Mitglieder. Da viele der alten Mitglieder anlässlich der Erweiterungen nicht erneut ernannt wurden, hat sich die Zusammensetzung des Gremiums deutlich verändert. Die Rolle des Rats wird auch in Anbetracht der wachsenden Erfahrung des Gremiums tendenziell erweitert. Politische Parteien sind verboten.

## Reformen
Im März 1992 erließ König Fahd mehrere Dekrete, in denen die Grundzüge des Regierungssystems geregelt werden. Erstmals wurde bei dieser Gelegenheit das Verfahren bei der Thronfolge kodifiziert. Im Zuge des königlichen Reformprogramms wurde gleichzeitig ein nationales beratendes Gremium geschaffen, dessen ernannte Mitglieder die Regierung in Angelegenheiten von öffentlichem Interesse beraten. Gleichfalls in dem Reformprogramm enthalten war ein Rahmenplan für die Beschaffenheit entsprechender beratender Gremien auf der Provinzebene.
Im September 1993 erließ König Fahd weitere Reformdekrete, mit denen die Mitglieder des neuen beratenden Gremiums ernannt wurden und diesem eine Geschäftsordnung gegeben wurde. Fahd verkündete zudem den Ministerrat betreffende Reformen, unter anderem eine Beschränkung der Amtszeit auf vier Jahre und Regelungen zur Vermeidung von Interessenkonflikten der Minister und anderer hoher Offizieller. Die Mitglieder der 13 Provinzräte und die diese betreffenden Geschäftsordnungen wurden gleichfalls 1993 verkündet.